# Real Academia de Ciencias Naturales de Madrid
La Real Academia de Ciencias Naturales de Madrid, o simplemente Academia de Ciencias Naturales, fue una sociedad científica fundada en España en 1834 y que existió hasta 1847, predecesora de la Real Academia de Ciencias Exactas, Físicas y Naturales.

## Historia
Nació a raíz de una petición de una serie de intelectuales del ámbito de la ciencia a la reina gobernadora María Cristina de Borbón, poniéndose en funcionamiento en 1834 en Madrid. Contaba con cuatro secciones: Historia natural, Ciencias Físico-Matemáticas, Ciencias Fïsico-Químicas y Ciencias Antropológicas. Publicó unos Resúmenes de las Memorias Presentandas en el Curso Anterior. Con una trayectoria calificada como «poco sobresaliente» y lastrada por la falta de presupuesto, desapareció en 1847, tras unos últimos años estériles, para dar lugar a la Real Academia de Ciencias Exactas, Físicas y Naturales, a propuesta del ministro Mariano Roca de Togores a la reina Isabel II.